# 愚かなり我が心
『愚かなり我が心』（おろかなりわがこころ　原題：My Foolish Heart）は、1949年のアメリカ合衆国の恋愛映画。
ザ・ニューヨーカー誌に掲載されたJ・D・サリンジャー原作の短編『コネティカットのひょこひょこおじさん』の映画化作品である。古典的メロドラマ、恋愛映画でスーザン・ヘイワードの代表作となった。ヴィクター・ヤング、ネッド・ワシントン作曲、唄：マーシャ・ミアーズによる同名主題歌はジャズのスタンダードナンバーになった。
しかし、原作者のサリンジャーは自身の小説の映画化に対して不満を示したために、この作品を除く、『ライ麦畑でつかまえて』など他の作品の映画化は一切認めなくなった。

## ストーリー
ある雨の降る日、メリー・ジェーン（ロイス・ウィーラー）は長い間連絡を取っていなかった学生時代の親友エロイーズ（スーザン・ヘイワード）の元を訪れた。エロイーズは結婚して夫との間に一人娘ラモナがいたが、夫との関係は冷めており、アルコール中毒氣味であった。
エロイーズは眠りに落ち、意識が遠のいていく中で、夫が知らない彼女の秘密、第二次世界大戦が始まった頃に出会い、本当に愛していたウォルト・ドライザー（ダナ・アンドリュース）との日々を思い出していた。

## キャスト
- エロイーズ・ウィンターズ：スーザン・ヘイワード
- ウォルト・ドライザー：ダナ・アンドリュース
- メリー・ジェーン：ロイス・ウィーラー
- ヘンリー・ウィンターズ：ロバート・キース
- マーサ・ウィンターズ：ジェシー・ロイス・ランディス

## エピソード
- この作品は当初、日本で公開される予定はなかったが、ヴィクター・ヤング作曲、マーシャ・ミアーズ唱による同名主題歌『愚かなり我が心』は、ジャズ歌手ビリー・エクスタインの濃厚でロマンティックな歌唱によって、アメリカで1950年に大ヒットした。このため日本でも進駐軍のラジオ番組で頻繁に放送されて、これに影響を受けた日本人ジャズ歌手たちによって歌われるようになった。主題歌が本国でヒットしたことと日本でも取り上げられたことがきっかけとなって、映画も日本で公開されることになった。
- 恋に不慣れな女性の心は危ういから氣を付ける様に戒めた女心を歌ったこの曲はヤングの代表作であり、メロディの美しさも相まって、ボーカル、インストゥルメンタルの何れでも多数のカバーが存在するが、特にピアニストのビル・エヴァンスが1961年6月にライブ録音したバージョンが知られている。トニー・ベネット、カーメン・マクレー、メル・トーメなど、優れた歌手による歌唱が多いスタンダード曲である。

## ノミネート
- アカデミー賞
  - 第22回（1949年）アカデミー主演女優賞 - スーザン・ヘイワード(Susan Hayward)
  - 第22回（1949年）アカデミー主題歌賞 - ヴィクター・ヤング(Victor Young):作曲、ネッド・ワシントン(Ned Washington)：歌詞